# Paleosiberische volken
De term paleosiberische volken is een verzamelnaam voor de huidige afstammelingen van de bevolking die sinds eeuwen in Siberië leefde. Het betreft sprekers van de Paleosiberische talen, hoewel ook dit meer een overkoepelende geografische term voor een restgroep van enkele kleine taalfamilies en isolaten is, die niet onderling verwant zijn en ook niet verwant zijn aan andere (prominentere) taalfamilies in Siberië.

## Gebied en bevolking
Er zijn drie globale woongebieden van paleosiberische volkeren te kenschetsen. De meesten onder hen leven in het uiterste noordoosten van Azië, in het gebied rond de Kolyma en op het schiereiland van de Tsjoekotka en Kamtsjatka (gebied 1). Andere gebieden zijn de Amoermonding en Sachalin enerzijds (gebied 2) en het gebied rond de Jenisej anderzijds (gebied 3).

## Joekagieren en Tsjoevanen
In het westen van gebied 1 leven de Joekagieren, dat voor de komst van de Russen een machtig volk was. Joekagiers sprekende groepen leefden vroeger vermoedelijk verder zuidelijk en westelijk, ongeveer op het schiereiland Tajmyr. De in het uiterste noordoosten van Azië levende Tsjoevanen mengden zich met de lokale bevolking, die voor een deel Joekagiersche voorouders hadden. Zij spreken Russisch.

## Tsjoekotko-Kamtsjadalen
Het belangrijkste deel van de bevolking van gebied 1 zijn de Tsjoekotko-Kamtsjadalen die Tsjoektsjo-Kamtsjadaalse talen spreken. Het gaat om de
- Tsjoektsjen die Tsjoektsjisch spreken (Lygoravetljan);
- Korjaken (Nimilan) die Korjaaks spreken;
- Itelmenen die Itelmeens spreken

Overigens is bij veel van deze volken de moedertaal grotendeels verdwenen door de verplichte instelling van het Russisch als onderwijstaal in de jaren 1930 en de daarmee gepaard gaande marginalisatie van de moedertalen in die tijd.
Daartoe behoren eveneens de Aljoetoren en de Kereken die qua taal en cultuur tussen de Tsjoektsjen en de Korjaken te situeren zijn. De Kamtsjadalen zijn een gemengde bevolking die zowel op vroeg-Russische kolonisten als op zuidelijke Itelmenen teruggaat.

## Nivchen en Keten
De Nivchen leven aan de Amoermonding en op Sachalin (gebied 2).
De Ketten, onder wie ook de Joeg gerekend worden zijn de laatste nakomelingen van meerdere etnische groepen (Kotten, Arinen en andere) in het centrale en zuidelijke deel van Siberië (gebied 3).

## Andere bevolkingsgroepen
Ainu, Ungangan (Aleoeten) en Inuit worden ook tot de paleosiberische volkeren gerekend. Dat de eerste groep vooral in Japan leeft en de laatsten overwegend in Noord-Amerika (Alaska, Canada, Groenland), maakt deze indeling eigenlijk niet helemaal correct.

## Bevolkingscijfers
In de onderstaande tabel staan de aantallen van elk volk bij de Russische volkstelling van 2002 en de laatste Sovjetvolkstelling van 1989:
| Volk | 2002   | 1989    |
| --- | ------ | ------- |
| Itelmenen | 3.180  | 2.481   |
| Joekagieren | 1.509  | 1.142   |
| Kamtsjadalen | 2.293  | n.b.[1] |
| Kereken | 8      | n.b.[2] |
| Ketten | 1.494  | 1.113   |
| Joeg | 19     | n.b.[3] |
| Korjaken | 8.743  | 9.242   |
| Nivchen | 5.162  | 4.673   |
| Tsjoevanen | 1.087  | 1.384   |
| Tsjoektsjen | 15.767 | 15.184  |
| [1] Traditioneel samengenomen met Itelmenen onder de naam Kamtsjadalen [2] Traditioneel gezien als onderdeel van de Korjaken [3] Traditioneel gezien als onderdeel van de Keten |        |         |

## Geschiedenis
Siberië was sinds mensenheugenis een gebied met aanzienlijke culturele en etnisch-taalkundige dynamiek. De herkomst van de Indianen in Amerika ligt in dit gebied. Al vanaf het begin van de kolonisering van Siberië kromp het gebied van de paleosiberische volkeren aanzienlijk. Toch laten ze taalkundige en culturele sporen na. In de 18de en de 19de eeuw stierven meerdere talen en volkeren uit. Hun nakomelingen van vandaag vormden een deel van andere volkeren of mengden zich met Russisch sprekende kolonisten.